# مزنده
مزنده، روستایی از توابع بخش مشراگه شهرستان رامشیر در استان خوزستان ایران است.

## جمعیت
این روستا در دهستان آزاده قرار دارد و براساس سرشماری مرکز آمار ایران در سال ۱۳۸۵، جمعیت آن ۹۰ نفر (۱۸خانوار) بوده‌است.